# チョウザメ目
チョウザメ目（チョウザメもく、学名：Acipenseriformes）は、硬骨魚類の分類群の一つ。上位分類である軟質亜綱には全部で11の目が置かれているが、現生種を含むのはチョウザメ目のみで、他の10目はすべて絶滅している。条鰭魚類の中でも原始的な一群である。現生種は2科6属で構成され、高級食材キャビアの原料として漁獲されるチョウザメなど、淡水魚あるいは遡河性の魚類27種が分類されており、化石分類群としてはペイピアオステウス科とコンドロステウス科が含まれる。現生条鰭類の中ではポリプテルス目に次いで分岐した。分岐が早いにもかかわらず高度に派生しており、ほとんどが軟骨でできた骨格、大きく変化した頭骨が特徴。

## 分布
分布は北半球に限られ、生涯を河川で送る淡水性の種類と、産卵時のみ遡上する遡河性の種類がある。キャビアと呼ばれる卵の塩漬けが高級食材として珍重され、乱獲により資源量は著しく減少した。かつては石狩川や天塩川など日本の河川にも遡上したが、現在ではまったくみられなくなっている。

## 形態
本目は硬骨魚類に属してはいるが、骨格の大半は軟骨で構成される。脊索は通常の魚類では胚の段階のみ見られるが、本目魚類は生涯にわたり脊索を持つ。前上顎骨と上顎骨を欠く。稚魚には歯があるが、成魚では失われる。眼窩下神経は眼窩周囲の骨でなく、一連の独立した管により運ばれる。口蓋方形骨には軟骨関節があり、鰓弓骨には三放射状で、鰓弓の歯列は第一鰓弓上部、第一・第二下鰓骨にある。ロレンチーニ器官により電場を感知する。この電気受容能力は新鰭類では失われている。チョウザメ目の絶滅分類群も現生種と同じように髭を持っていたと予測されている。尾鰭は二又に分かれているが上下の大きさは均等ではなく、上方が長く伸びた異尾・歪尾と呼ばれる形態をしている。現生の硬骨魚では唯一、顎ができる前の鰓孔の痕跡である噴水孔が開口しており、これらの特徴は軟骨魚類のサメ類と共通する。体側に並ぶ大きな鱗と共に、本目が古い系統の魚類であることを反映している。

## 進化の歴史
チョウザメ目はパラエオニスクス目から進化したと考えられている。パラエオニスクス目の中で最も近い種は不明であり、この見解に対する異論もある。チョウザメ目の祖先は石炭紀ごろに他の現生魚類から分岐したと推定される。チョウザメ目の最後の共通祖先において、約2億4200万 - 2億5500万年前にゲノム重複が起こったと推定され、その後チョウザメ類とヘラチョウザメ類に分岐する前と分岐後に両系統で別々にゲノムが再度二倍体となっている。
中国の前期三畳紀から発見された Eochondrosteus は、一部の研究者によって最古のチョウザメ目魚類であると示唆されている。確実にチョウザメ目とされる最古の分類群は、ヨーロッパの前期ジュラ紀の海洋堆積物から発見されたコンドロステウス科であり、既に骨格は軟骨化が進んでいた。ペイピアオステウス科は、アジアの中期ジュラ紀 - 前期白亜紀の淡水堆積物から知られている。チョウザメ類とヘラチョウザメ類の分岐の推定時期は様々である。30のタンパク質をコードする核マーカーに基づく推定では2億410万年前、ミトコンドリアゲノムの研究によると1億5520万年前、ミトゲノムと形態学的特徴を組み合わせたマトリックスに基づく年代測定では分岐は1億6200万年前（1億9500万年前 - 1億3700万年前）とされている。
最も古い既知のヘラチョウザメ類は、約1億2000万年前の白亜紀前期の中国に生息していたプロトプセフルスである。一方、最も古い既知のチョウザメ類は、約1億 - 9500万年前の白亜紀後期の北米とアジアに出現している。2020年に発表された研究では、ロシアチョウザメとヘラチョウザメの交雑に成功したことが報告されており、数億年にわたって系統が分かれていたにもかかわらず、2つの種が互いに繁殖できることが示された。これは、チョウザメ科とヘラチョウザメ科の間での初めての交雑成功例となった。

## 分類

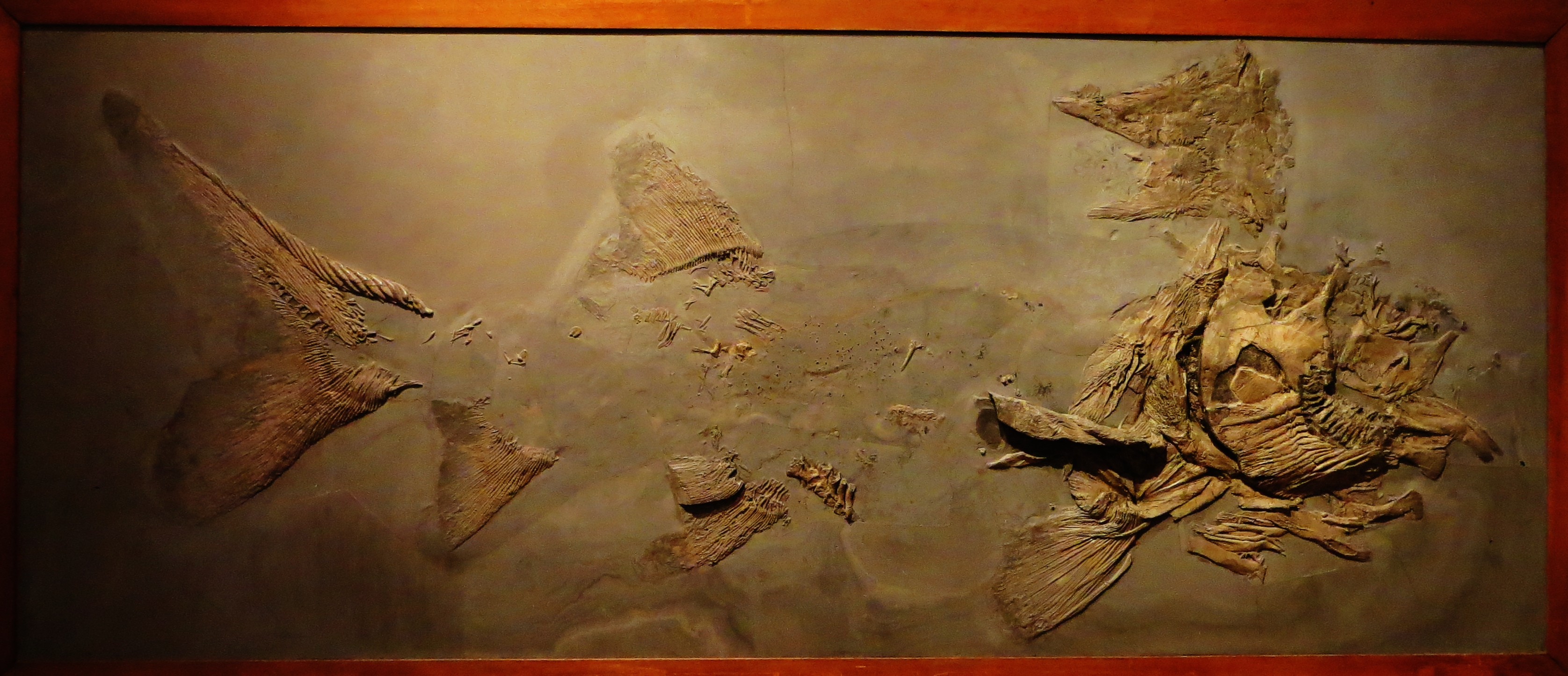
コンドロステウス科、Strongylosteus の化石

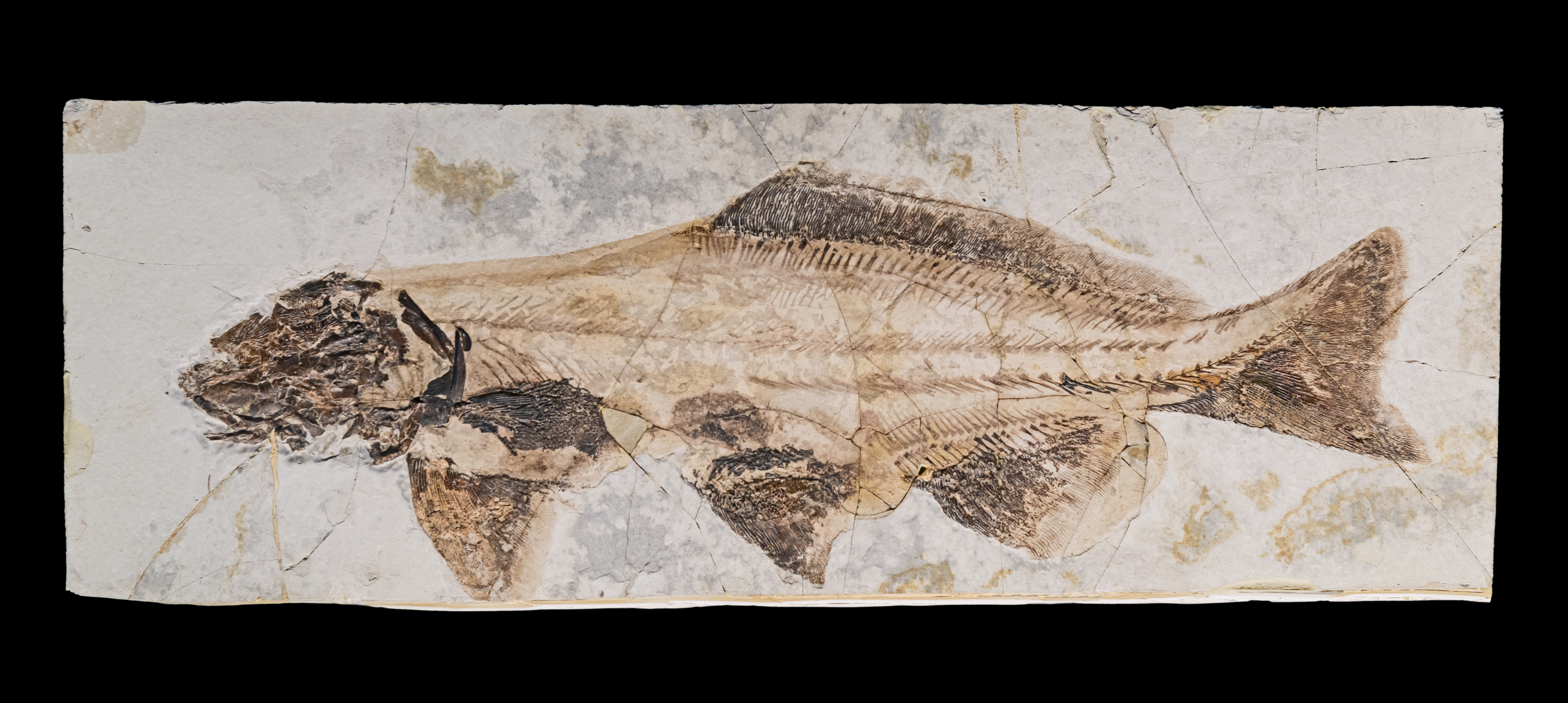
ペイピアオステウス科、ヤノステウスの化石

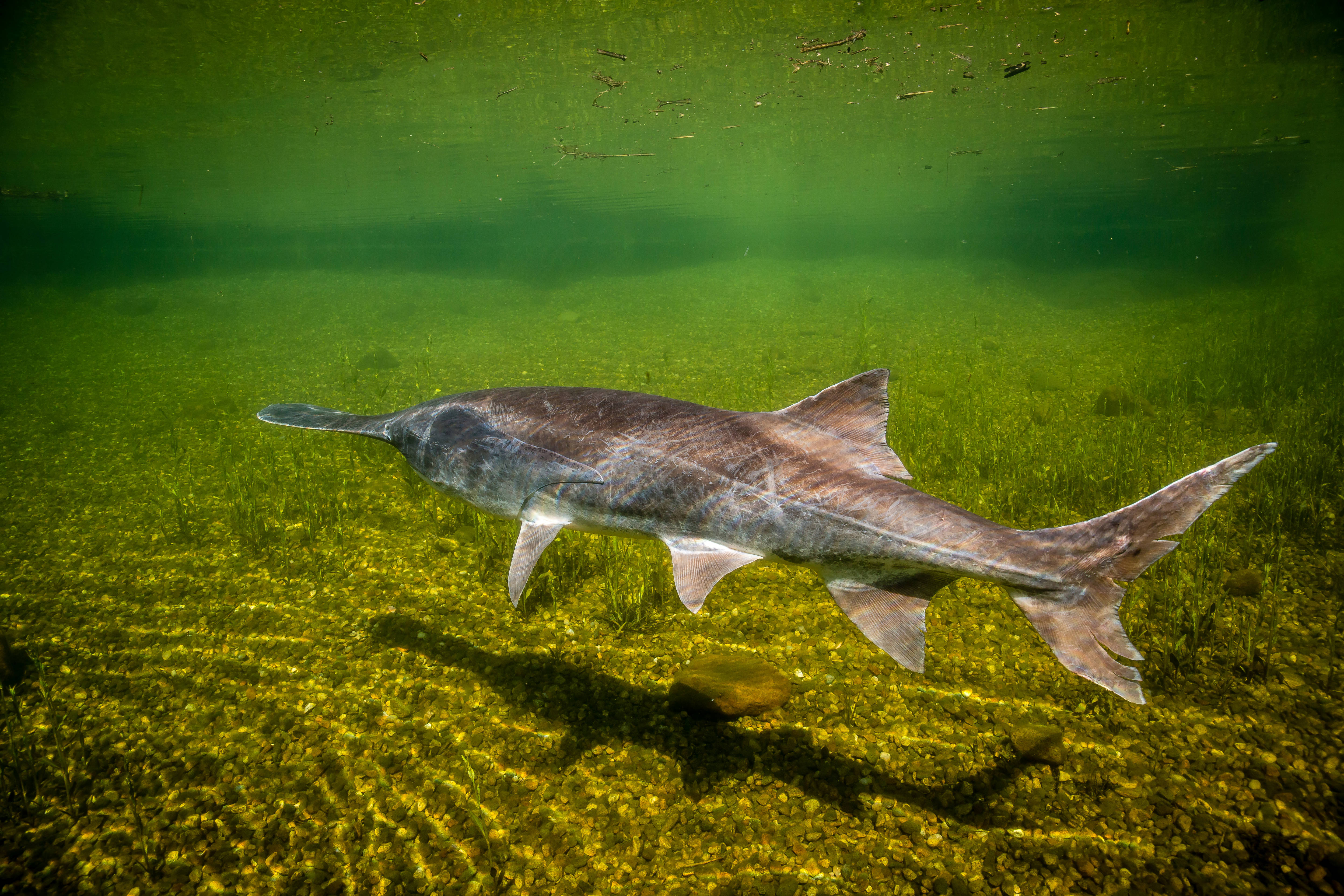
ヘラチョウザメ科唯一の種であるヘラチョウザメ

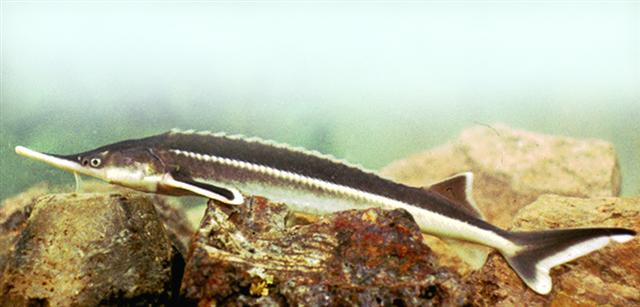
チョウザメ科のコチョウザメ

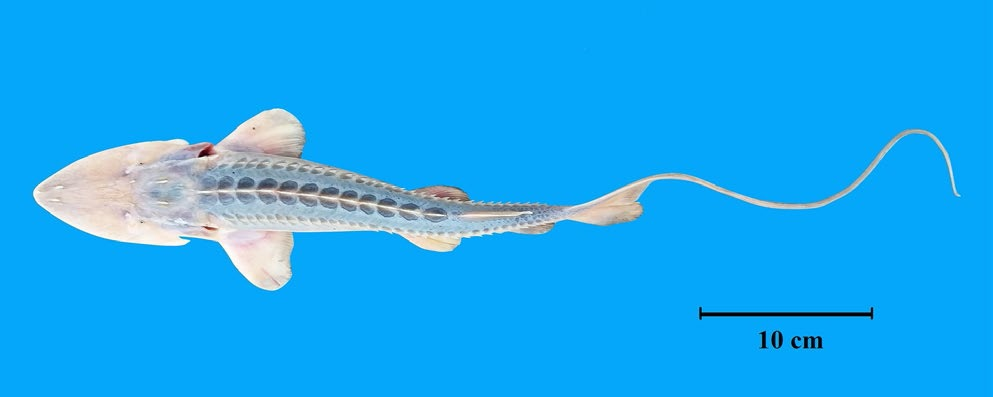
チョウザメ科のアムダリアチョウザメ

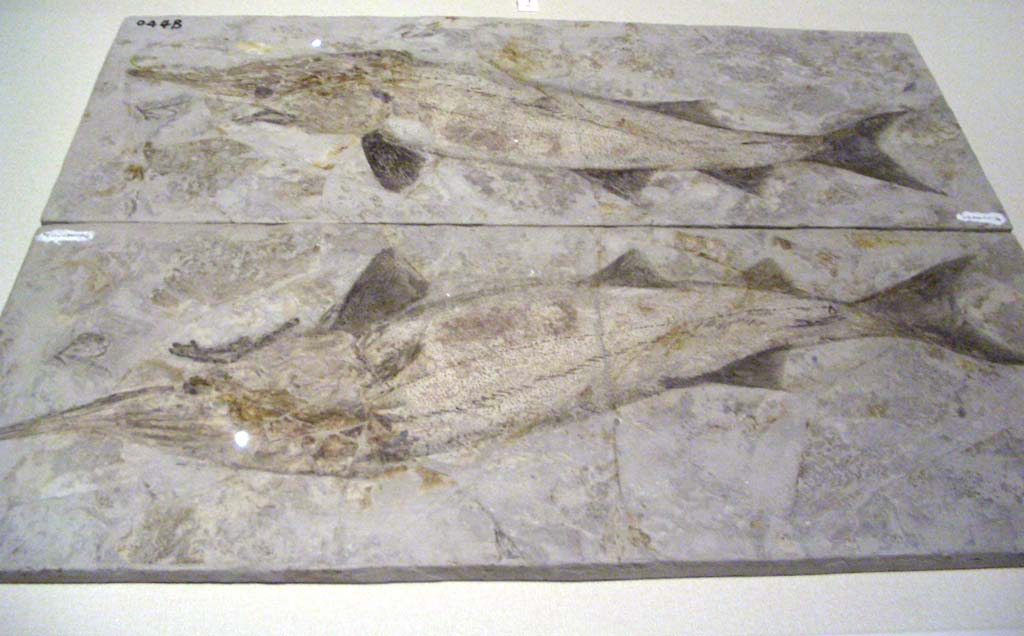
Protopsephurus liui の化石。本属はヘラチョウザメ科の起源となったグループと考えられている

現生のチョウザメ目は1亜目2科6属の下に、27種が記載される。
- チョウザメ目 Acipenseriformes Berg, 1940
  - †Eochondrosteus? Lu, Li & Yang, 2005
  - †コンドロステウス科 Chondrosteidae Egerton, 1858 (独自の Chondrosteiformes とする場合もある[20])
    - †コンドロステウス Chondrosteus Agassiz, 1833–1844
    - †Gyrosteus Agassiz, 1833–1844
    - †Strongylosteus Agassiz, 1833–1844

  - †ペイピアオステウス科 Peipiaosteidae Liu & Zhou, 1965
    - †Spherosteus Jakovlev, 1968
    - †ヤノステウス Yanosteus Jin et al., 1995
    - †Liaosteus Lu, 1995
    - †ペイピアオステウス Peipiaosteus Liu & Zhou, 1965
    - †スティコプテルス Stichopterus Reis, 1909

  - チョウザメ亜目 Acipenseroidei Grande & Bemis, 1991[21] 主鰓蓋骨が無く、下鰓蓋骨が鰓蓋を覆う。
    - ヘラチョウザメ科 Polyodontidae Bonaparte, 1838 (paddlefish) 吻が長く、へら状になっているのが大きな特徴。チョウザメ科と異なり大型の硬鱗はなく、小さな鱗状の構造が尾鰭など一部にみられるのみである。口ひげと歯はごく小さい。ヘラチョウザメ Polyodon spathula はミシシッピ川に生息し、プランクトンを主に食べている。ハシナガチョウザメ（シナヘラチョウザメとも。Psephurus gladius、中国語：白鱘、英語：Chinese Paddlefish）は長江の固有種で、魚食性で、最大全長3m近くに達するが、2003年を最後に生息が確認されておらず、2019年には絶滅が宣言された。プロトセフルスはヘラチョウザメ科で最も原始的である。
      - †プロトセフルス Protopsephurus Lu, 1994
      - †パレオプセフルス Paleopsephurus MacAlpin, 1941a
      - †Pugiopsephurus Hilton et al., 2023
      - †Parapsephurus Hilton et al., 2023
      - ヘラチョウザメ亜科 Polyodontinae Grande & Bemis, 1991 non Pflugfelder, 1934
        - †クロッソフォリス Crossopholis Cope, 1883
        - ヘラチョウザメ属 Polyodon Lacépède, 1797 (American paddlefish)
        - †ハシナガチョウザメ属Psephurus Günther, 1873 (Chinese paddlefish)

    - チョウザメ科 Acipenseridae Bonaparte, 1831 sensu Bemis et al., 1997 (sturgeons) すべて北半球に分布し、淡水魚あるいは産卵のために河川に遡上する遡河性の魚類である。体の両側に菱形の硬鱗が5列並んでいることが特徴である。口は下向きについており突き出すことが可能で、周りには4本のヒゲがある。成魚には歯がなく、浮き袋は大きい。同定の難しい種が多い。
      - †Boreiosturion Murray et al. 2023
      - †Protoscaphirhynchus Wilimovsky, 1956
      - †Engdahlichthys Murray et al. 2020
      - †Anchiacipenser Sato, Murray, Vernygora and Currie, 2019
      - †Priscosturion Grande & Hilton, 2009 [Psammorhynchus Grande & Hilton, 2006]
      - チョウザメ属 Acipenser Linnaeus, 1758
      - ダウリアチョウザメ属 Huso J. F. Brandt & Ratzeburg, 1833
      - Scaphirhynchus Heckel, 1835
      - Pseudoscaphirhynchus Nikolskii, 1900

## 人との関わり
人為的な養殖は北海道や茨城県などで行われている。養殖もおこなわれている北海道北部の美深町には、生態展示する「チョウザメ館」がある。